# مصورسازی داده
مصورسازی داده شاخه‌ای از آمار توصیفی است که به مطالعهٔ چگونگی نمایش داده و انتقال اطلاعات به بیننده می‌پردازد. یک هدف اصلی مصورسازی داده، انتقال بهینهٔ اطلاعات به بیننده توسط داده‌نمایی است. مصورسازی بهینه، کاربر را قادر به تحلیل داده و استدلال در مورد آن می‌کند. مصورسازی داده هم علم است و هم هنر. 

## مثال‌هایی از دیاگرام‌های به کاررفته برای مصورسازی
|                  | نام                    | ابعاد بصری                                                  |
| ---------------- | ---------------------- | ----------------------------------------------------------- |
| Network Analysis | شبکه                   | - اندازه گره - رنگ گره - ضخامت یال - رنگ یال - جای‌دهی گره‌ها |
|                  | نمودار میله‌ای          | - طول - رنگ - زمان                                          |
| Streamgraph      | نمودار جریان           | - عرض - رنگ - زمان                                          |
| Treemap          | نقشه درخت              | - اندازه - رنگ                                              |
| Gantt Chart      | نمودار گانت            | - رنگ - زمان                                                |
| Scatter Plot     | نمودار نقطه‌ای (۳ بعدی) | - بعد x - بعد y - بعد z - رنگ                               |
| Heat Map         | نقشه حرارت             | - سطر - ستون - خوشه - رنگ                                   |